# Ambasada Republicii Moldova în Ucraina
Ambasada Republicii Moldova în Ucraina (în ucraineană Посольство Молдови в Україні, transliterat: Posolstvo Moldovî v Ukraiini) este misiunea diplomatică a Republicii Moldova în Ucraina, avându-și sediul la Kiev.

## Istoric
Ucraina a recunoscut independența Republicii Moldova la 21 decembrie 1991. Cele două țări au stabilit relații diplomatice la 10 martie 1992. Ambasada Ucrainei în Republica Moldova a fost deschisă în 1992, în același an în care și Moldova și-a deschis ambasada în Ucraina.

## Ambasadori
|    | Nume               | Portret                          | Mandat                | Mandat            |
| -- | ------------------ | -------------------------------- | --------------------- | ----------------- |
| 1  | Ion Borșevici      | Silver - replace this image male | 1993                  | 1 august 1994     |
| 2  | Ion Russu          | Silver - replace this image male | 18 august 1994        | 26 octombrie 1998 |
| 3  | Alexei Andrievschi | Silver - replace this image male | 19 februarie 1999     | 18 decembrie 2002 |
| 4  | Nicolae Cernomaz   | Silver - replace this image male | 31 martie 2003        | 25 ianuarie 2005  |
| 5  | Mihail Laur        | Silver - replace this image male | 25 ianuarie 2005      | 31 octombrie 2006 |
| 6  | Sergiu Stati       | Silver - replace this image male | 31 octombrie 2006     | 21 octombrie 2008 |
| 7  | Nicolae Gumenîi    | Silver - replace this image male | 5 decembrie 2008      | 17 decembrie 2009 |
| 8  | Ion Stăvilă        | Silver - replace this image male | 21 iunie 2010         | 16 iunie 2015     |
| 9  | Ruslan Bolbocean   | Silver - replace this image male | 5 noiembrie 2015      | 5 octombrie 2021  |
| 10 | Valeriu Chiveri    | Silver - replace this image male | din 28 decembrie 2021 |                   |